# Odontohenricia anarea
Odontohenricia anarea är en sjöstjärneart som beskrevs av Colonel O'Hara 1998. Odontohenricia anarea ingår i släktet Odontohenricia och familjen krullsjöstjärnor. Inga underarter finns listade i Catalogue of Life.